# 奎里诺·马约拉纳
奎里诺·马约拉纳（義大利語：Quirino Majorana，1871年10月28日—1957年7月31日），意大利实验物理学家。他曾担任罗马大学（1916年-1921年）和博洛尼亚大学（1921年-1934年）的物理学教授。